# Хляб, любов и фантазия
„Хляб, любов и фантазия“ (на италиански: Pane, Amore e Fantasia) е италианска романтична комедия от 1953 година на режисьора Луиджи Коменчини с участието на Виторио Де Сика и Джина Лолобриджида.

## Сюжет
В Салиена – малък град в Централна Италия маршал Антонио Каротенуто, възрастен женкар, е прехвърлен веднага след войната и трябва да се приспособи към монотонния и спокоен селски живот. Подкрепян от прислужницата Карамела, маршалът ръководи местната карабинерска служба. Тук той среща Мария, младо местно момиче, тайно влюбено в карабинера Стелути...

## В ролите
| Изпълнител         | Роля                         |
| ------------------ | ---------------------------- |
| Виторио Де Сика    | Антонио Каротенуто           |
| Джина Лолобриджида | Мария де Ритис (Палавницата) |
| Мариза Мерлини     | Анарела Мирциано             |
| Вирджилио Риенто   | Дон Емидио                   |
| Тина Пика          | Кармела                      |
| Мария Пиа Касилио  | Паолета                      |
| Роберто Рисо       | Пиетро Стелути               |

## Награди и номинации
- 1954 Печели „Сребърна мечка“ на Берлинале
- 1954 Най-добър чуждестранен филм - Националния совет на кинокритиците на САЩ
- 1955 Номинация Бафта за най-добър филм
- 1955 Номинация Бафта за най-добра чуждестранна актриса (Джина Лоллобриджида)
- 1955 Номинация Оскар за най-добър сценарий